# Tiekstilszczik Iwanowo
Obłastnoj Futbolnyj Kłub „Tiekstilszczik” Iwanowo (ros. Областной футбольный клуб «Текстильщик» Иваново, Obłastnoj Futbolnyj Kłub "Tiekstilszczik" Iwanowo) – rosyjski klub piłkarski z siedzibą w Iwanowie.

## Historia
Chronologia nazw:
- 1937: Spartak Iwanowo (ros. «Спартак» Иваново)
- 1939: Osnowa Iwanowo (ros. «Основа» Иваново)
- 1944: Dinamo Iwanowo (ros. «Динамо» Иваново)
- 1947: Krasnoje Znamia Iwanowo (ros. «Красное Знамя» Иваново)
- 1953: Znamia Iwanowo (ros. «Знамя» Иваново)
- 1954: Krasnoje Znamia Iwanowo (ros. «Красное Знамя» Иваново)
- 1957: Tiekstilszczik Iwanowo (ros. «Текстильщик» Иваново)
- 1999: FK Iwanowo (ros. ФК «Иваново»)
- 2001: Tiekstilszczik' Iwanowo (ros. «ТекстильщикЪ» Иваново)
- 2003: Tiekstilszczik Iwanowo (ros. «Текстильщик» Иваново)
- 2004: Tiekstilszczik-Tielekom Iwanowo (ros. «Текстильщик-Телеком» Иваново)
- 2008: Tiekstilszczik Iwanowo (ros. «Текстильщик» Иваново)

Piłkarska drużyna Spartak została założona w 1937 w mieście Iwanowo.
W 1939 zespół pod nazwą Osnowa Iwanowo debiutował w Grupie B Mistrzostw ZSRR.
W 1945 jako Dinamo Iwanowo ponownie startował w Drugiej Grupie, w której występował do 1962, kiedy to po reorganizacji systemu lig ZSRR okazał się w Klasie B.
W 1957 klub zmienił nazwę na Tiekstilszczik Iwanowo.
Od 1965 klub ponownie występował w Drugiej Grupie do 1974, kiedy zajął ostatnie 20 miejsce i spadł do Drugiej Ligi.
W Drugiej Lidze występował do 1989, z wyjątkiem sezonu 1983, kiedy to na rok "wskoczył" do Pierwszej Ligi.
W 1990 i 1991 występował w Drugiej Niższej Lidze.
W Mistrzostwach Rosji klub startował w Pierwszej Lidze, w której występował dwa sezony, a od 1994 do 1998 występował w Drugiej Lidze.
Z powodów finansowych drużyna zrezygnowała z dalszych występów na poziomie profesjonalnym i jako FK Iwanowo występowała w rozgrywkach amatorskich.
Dopiero w 2003 klub ponownie startował w Drugiej Dywizji, grupie Zachodniej. Na początku 2004 odbyła się fuzja z innym klubem obwodu iwanowskiego Spartak-Telekom Szuja. W 2006 nawet zdobył awans do Pierwszej Dywizji, ale po roku w niej spadł z powrotem.

## Sukcesy
- 5 miejsce w Drugiej Grupie A ZSRR:

1966
- 1/8 finału w Pucharze ZSRR:

1944, 1945, 1951
- 15 miejsce w Rosyjskiej Pierwszej Lidze:

1992
- 1/16 finału w Pucharze Rosji:

1993, 1996

## Inne
- Spartak-Telekom Szuja